# Call of Duty 4: Modern Warfare (Nintendo DS)
Call of Duty 4: Modern Warfare (Nintendo DS) este un joc FPS creat special pentru Nintendo DS. Jocul a fost lansat de Activision în data de 5 noiembrie 2007. Gameplay-ul jocului este la fel ca și cel de pe PC, dar cu mici modificări.